# Prümer Kopf
Der Prümer Kopf ist ein 645,6 m ü. NHN hoher Berg in der Westeifel. Er liegt im Eifelkreis Bitburg-Prüm und im Landkreis Vulkaneifel in Rheinland-Pfalz.
Der Wald erstreckt sich auf eine Länge von ca. 8 km und eine Breite von ca. 4 km. Im Wald des Prümer Kopfs befindet sich die Adenauervilla.